# Ixora spathoidea
Ixora spathoidea là một loài thực vật có hoa trong họ Thiến thảo. Loài này được F.Br. mô tả khoa học đầu tiên năm 1935.